# August Preusse

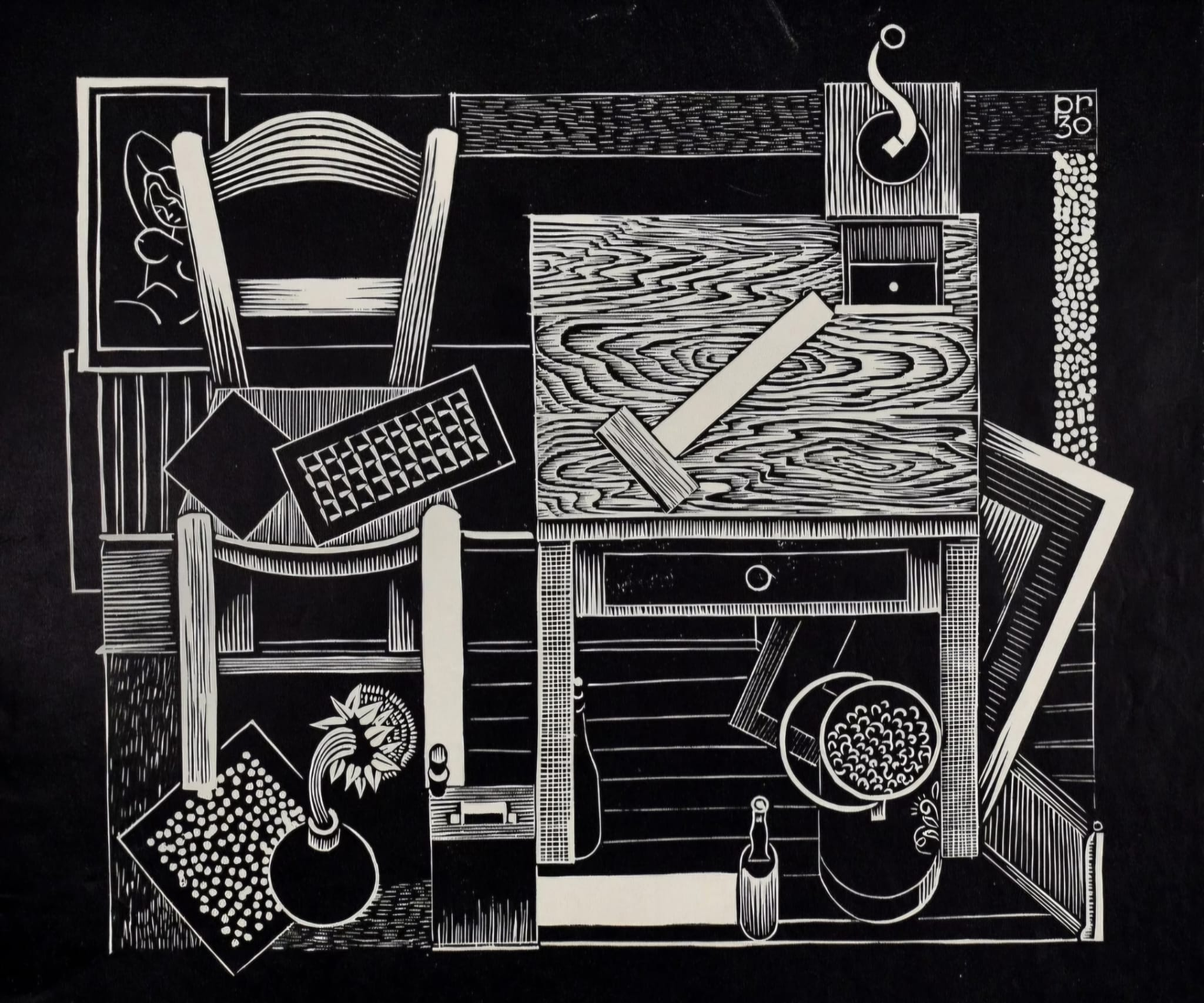
August Preusse: Möbelstillleben. Linolschnitt, 1930. Mutmaßlich einzig erhaltenes Exemplar. Privatsammlung Deutschland.

August Preusse, auch Johann August Preuße (* 22. März 1908 in Höhscheid; † 9. März 1942 in Shiwodowka (Russland)), war ein deutscher Maler und Graphiker.

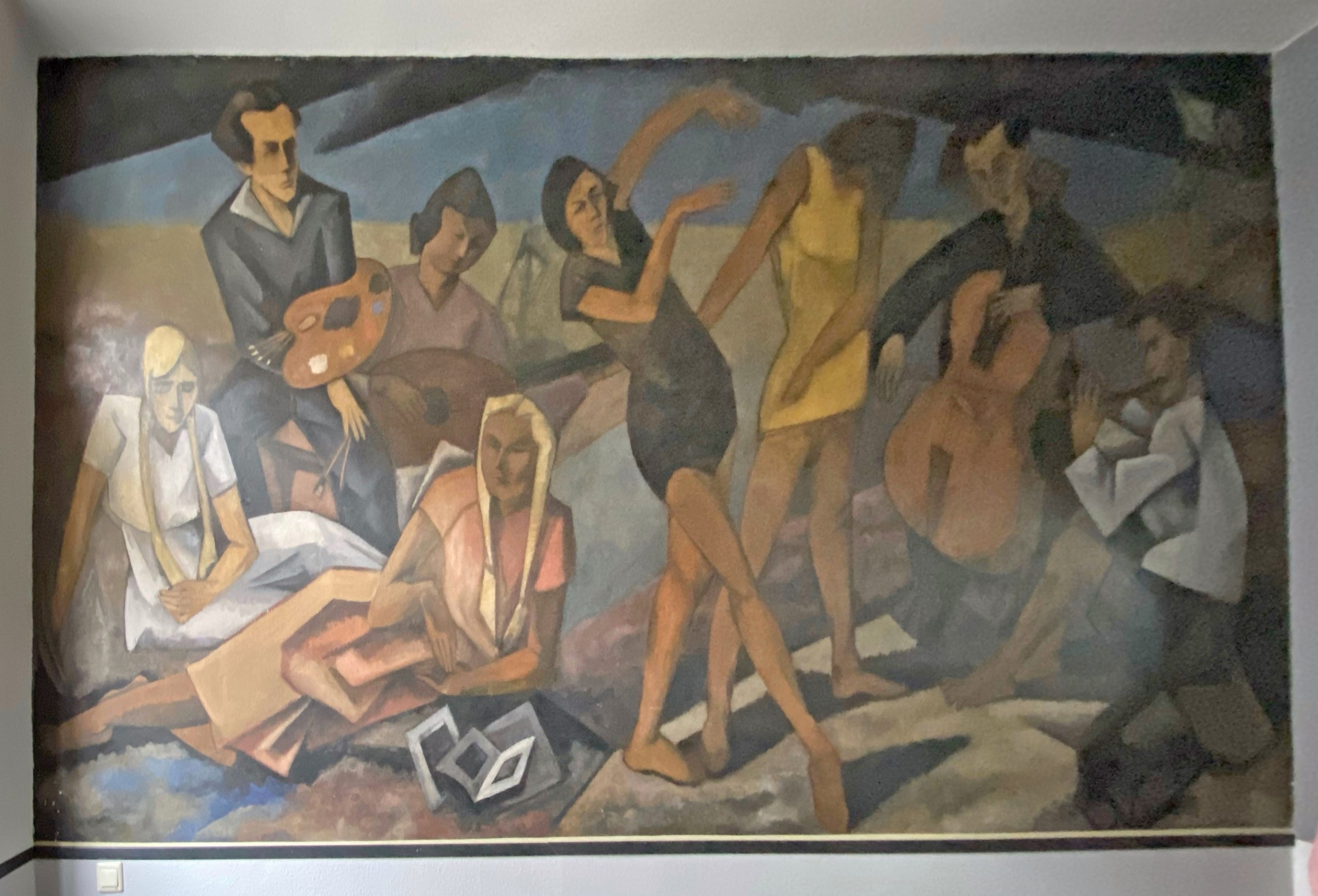
Wandbild im Geburtshaus von August Preusse

## Leben und Werk
August Preusse wurde als Sohn eines Schuhmachers geboren und besuchte zunächst die Volksschule in Höhscheid (heute Stadtteil von Solingen). Danach wechselte er zur Fachschule für Metallgestaltung und Metalltechnik in Solingen und begann eine Graveurlehre. An der kunstgewerblichen Abteilung der Fachschule erhielt er Unterricht von Paul Woenne und Ludwig Füllbeck.
Seine ersten Arbeiten erschienen bereits 1927 als Illustrationen eines historischen Romans von Max Kayser (Die vom Platzhof).
Ab 1927 besuchte er die Kunstgewerbe- und Handwerkerschule in Magdeburg mit Akt- und Anatomiekursen bei Max Köppen und fand 1928 auch eine Stelle als Graphiker. Zur selben Zeit begann er mit der persönlichen Kleinschreibung, welche er von da an konsequent weiterführte. Von Magdeburg veränderte er ein weiteres Mal seinen Arbeitsort nach Berlin und studierte an der dortigen Charlottenburger Kunstakademie, der Vereinigten Staatsschulen für freie und angewandte Kunst. In diesen Jahren fiel es ihm zunehmend schwerer, seinen Lebensunterhalt zu sichern, deshalb zog er zurück in seine Vaterstadt Solingen. 1929 war seine Bewerbung an der Kunstakademie Düsseldorf erfolgreich, wo er Schüler von Heinrich Nauen wurde. 1932/33 erhielt er Unterricht in der Malklasse von Paul Klee, wurde im Oktober 1932 zu dessen Meisterschüler ernannt.
1933 musste auch Preusse, wie viele andere, die Kunstakademie durch Ausschluss verlassen. Er reiste nach Paris, Belgien, Holland und Luxemburg, arbeitete als freier Grafiker in Solingen (1934–1937), später in Berlin (1937–1940). 1940 wurde er zum Wehrdienst einberufen, kam als Mitarbeiter von Nachrichten- und Meldestaffeln nach Nordfrankreich, Belgien, Luxemburg und Russland. Dort starb er am 9. März 1942 durch eine Granate, die das Bauernhaus traf, in dem er sich als Geländezeichner aufhielt.
Preusses Arbeiten zeigen einen vom Expressionismus kommenden, zur modernen Sachlichkeit und Abstraktion gelangenden Künstler. Nach anfänglich naturalistischen Landschaften und Portraits wendete er sich seit Beginn der dreißiger Jahre mit Eintritt in die Kunstakademie Düsseldorf und in die Malklasse bei Paul Klee zunehmend biomorphen und amorphen Formen zu, die er anfangs noch konstruktivistisch oder auch mit kindlich naiv reduzierten Darstellungen kombinierte. Im folgenden Werkabschnitt signierte und datierte Preusse seine Bilder nicht. Die Bildformen scheinen in ständiger Bewegung zu sein. Es entstanden Ölgemälde, Holzschnitte und Aquarelle. Aus den späteren Jahren sind nur wenige Arbeiten bekannt. Trotz seiner kurzen Schaffenszeit hat er ein recht umfangreiches und vielseitiges Werk hinterlassen.
Die von Preusse zwischen 1932 und 1933 gestalteten Wandbilder im Innern seines Geburtshauses an der Neustraße 43 in Solingen-Höhscheid sind seit 1992 in die Denkmalliste der Stadt Solingen eingetragen.

## Ehrung und Stiftung

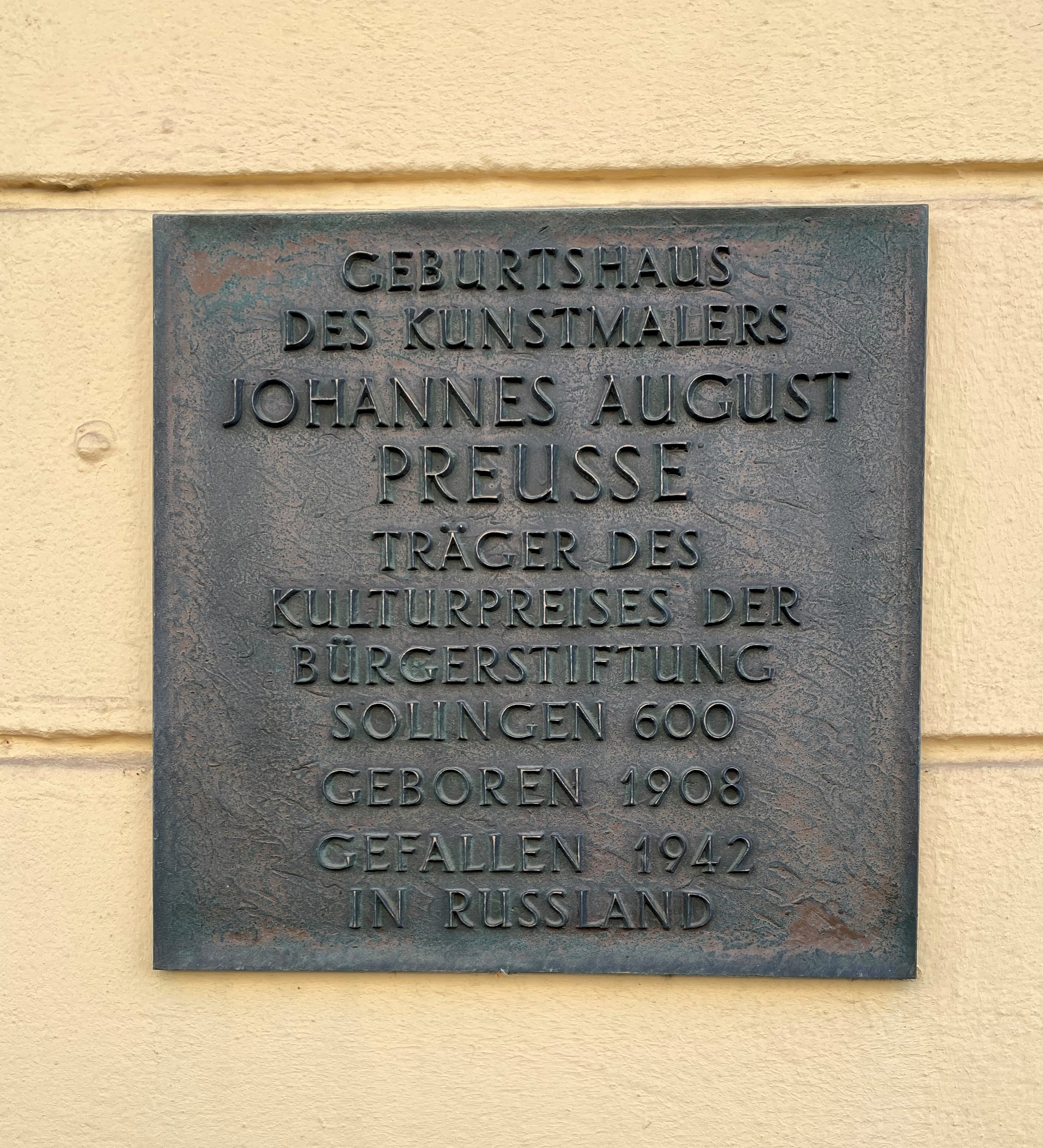
Gedenktafel am Geburtshaus von August Preusse

1981 erhielt August Preusse posthum in seiner Geburtsstadt Solingen den Kulturpreis der „Bürgerstiftung Solingen 600“. Gleichzeitig übergaben seine Schwestern seinen künstlerischen, auch dichterischen, Nachlass in den Besitz der Stadt, heute aufbewahrt im Kunstmuseum Solingen. Am Geburtshaus des Künstlers, Neustraße 43 in Solingen-Höhscheid, wurde eine Gedenktafel angebracht.